# Amphirhagatherium
Amphirhagatherium ist eine ausgestorbene Gattung früher Paarhufer, die vom Mittleren Eozän bis zum Unteren Oligozän vor allem im Europa nördlich der Alpen lebte. Sie wird häufig in die gleichfalls erloschene Familie der Choeropotamidae gestellt. Die Arten der Gattung waren zwar relativ klein, gehörten jedoch zu den größten Paarhufern des Mittleren Eozäns. Besonders gut erhaltene Funde, die nicht nur vollständige Skelette, sondern auch Reste der Weichteile umfassen, sind aus dem Geiseltal bei Halle in Sachsen-Anhalt bekannt und ermöglichen eine umfassende Rekonstruktion der Tiere. Die wissenschaftliche Benennung der Gattung erfolgte im Jahr 1908.

## Merkmale

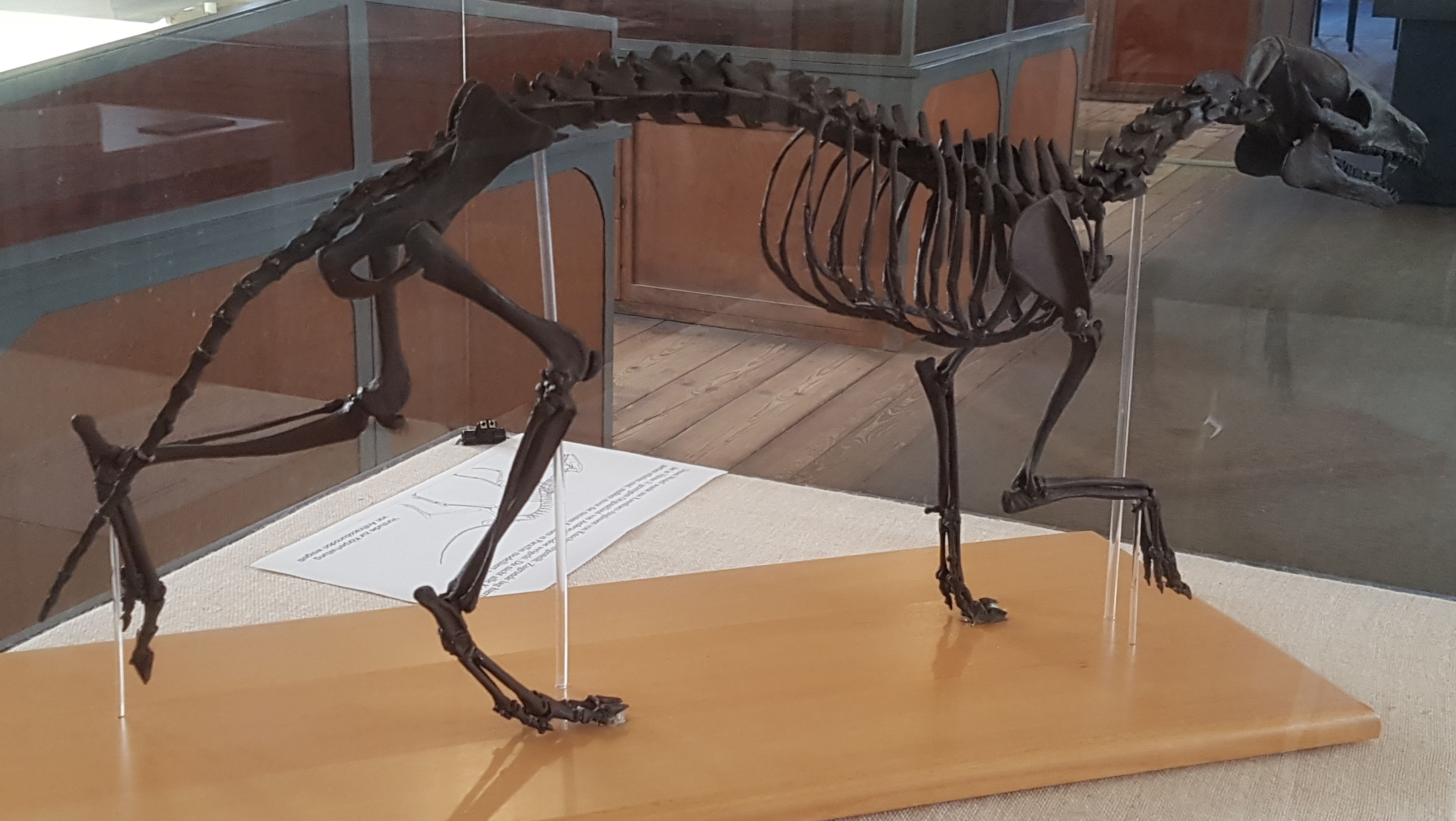
Rekonstruiertes Skelett von Amphirhagatherium anhand von Funden aus dem Geiseltal

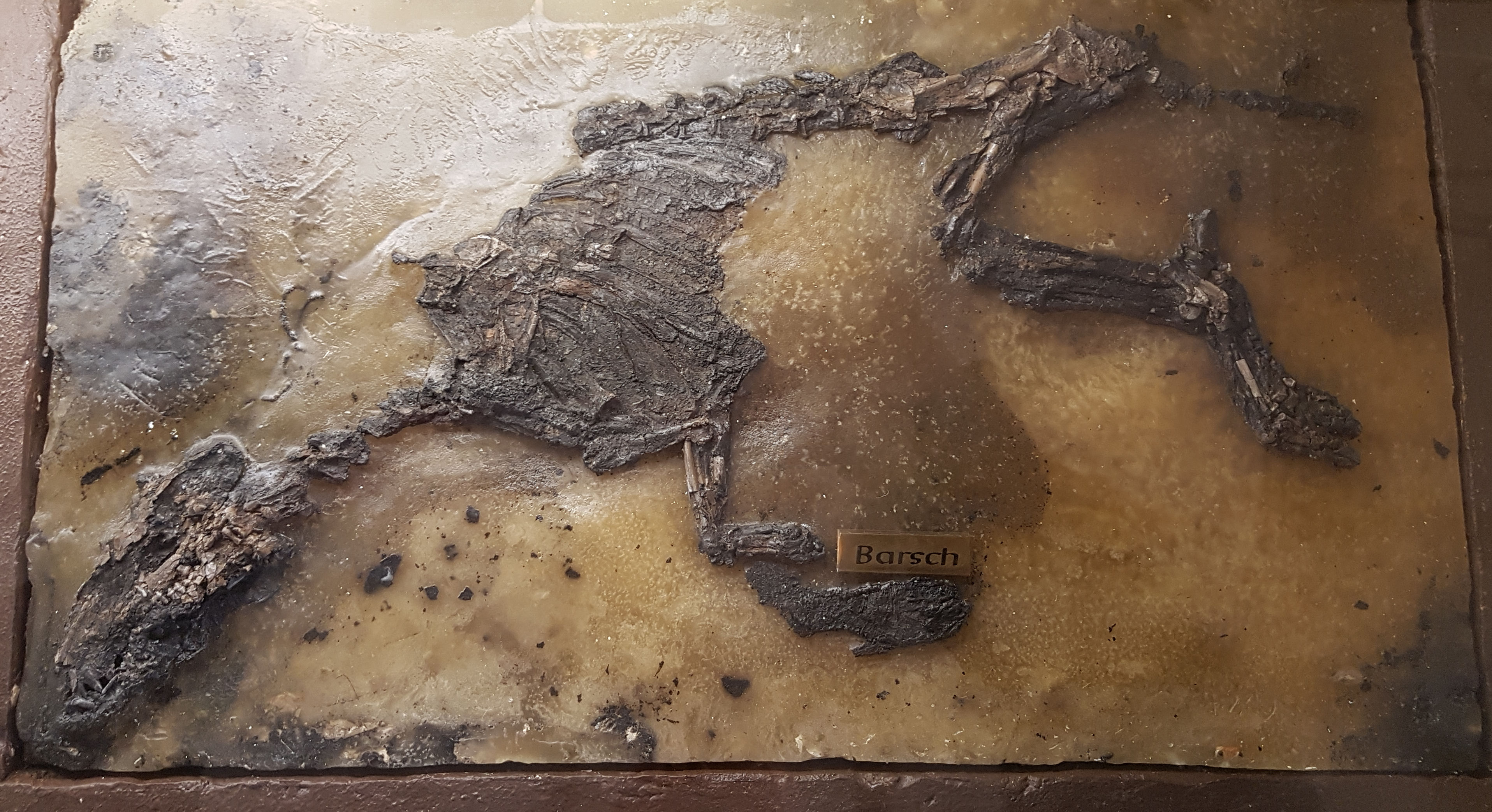
Skelett von Amphirhagatherium aus dem Geiseltal

Die Vertreter von Amphirhagatherium waren verglichen mit den meisten rezenten Paarhufern klein. Die Kopf-Rumpf-Länge betrug etwa 50 cm zuzüglich eines bis zu 20 bis 25 cm langen Schwanzes, die Schulterhöhe lag bei 25 cm. Der höchste Punkt des Tieres befand sich im Bereich der Lendenwirbel und erreichte hier 30 cm. Das Gewicht wird auf 3,7 bis 4,8 kg rekonstruiert. Damit gehörten die Arten dieser Gattung jedoch zu den größten Paarhufern des mittleren Eozäns. Bemerkenswert ist vor allem der lange Schwanz, der ein Viertel der gesamten Körperlänge ausmacht und so untypisch ist für heutige Paarhufer. Insgesamt war der skelettanatomische Bau dadurch eher urtümlich und ist aus heutiger Sicht vergleichbar mit dem einiger der gegenwärtigen Vertreter der Nagetiere.
Der Schädel war langgestreckt und besaß ein niedriges Schädeldach, in der Länge maß er etwa 11 bis 13 cm. Das Hinterhauptsbein war kurz und rechtwinklig, während das Nasenbein schmal und spitz zulaufend war. Der Unterkiefer zeigte eine keilartige Form mit spitzer Symphyse und besaß niedrige Kieferäste. Er war zwischen 9 und 10 cm lang. Sowohl im Ober- als auch im Unterkiefer befand sich die vollständige Bezahnung früher Säugetiere, womit Amphirhagatherium folgende Zahnformel aufwies: {\displaystyle {\frac {3.1.4.3}{3.1.4.3}}}. Die Molaren besaßen ein bunodontes Kauflächenmuster mit Ansätzen selenodonter (mondsichelförmiger) Zahnschmelzhöcker. Die beiden letzten Prämolaren waren groß und deutlich molarisiert, die vorderen wiesen eine wesentlich kleinere Form auf und verfügten nur über singuläre Höcker. Bei manchen Arten bestand zwischen dem ersten und zweiten Prämolar ein kleines Diastema von 5 mm Weite. Eine weitere große Zahnlücke befand sich zum Vordergebiss hin, welches aus den drei Schneidezähnen und dem Eckzahn gebildet wurde.
Die Wirbelsäule ähnelte jener der heutigen Paarhufer und bestand aus 7 Hals-, 13 Brust-, 7 Lenden- und 4 Kreuzbeinwirbeln, die Anzahl der Schwanzwirbel betrug mindestens 20. Markant waren die gegenüber den Vorderbeinen deutlich längeren Hinterbeine. Dabei war das Schienbein mit 10 bis 11 cm wiederum länger als der Oberschenkelknochen, der eine Länge von mehr als 9 bis 10 cm aufwies. Der Oberarmknochen erreichte eine Länge von 8 bis 9 cm, während der Radius nur 6 bis 7 cm lang wurde. Alle Gliedmaßen endeten in vier Zehen. Dabei war der Mittelstrahl, bestehend aus den dritten und vierten  Metapodien am stärksten ausgeprägt. Diese waren aber im Gegensatz zu den heutigen Paarhufern kaum verwachsen. Zwei kleinere Strahlen, die aus dem zweiten und fünften Metapodium gebildet wurden, befanden sich seitlich innen und außen ansetzend. Ein fünfter, aber schon deutlich reduzierter Strahl war nur an den Vorderbeinen ausgebildet. Insgesamt waren die Metapodien aber noch nicht so stark verlängert wie bei heutigen Paarhufern. Die letzten Zehenglieder endeten jeweils in spitz zulaufenden Hufen.

## Fossilüberlieferung

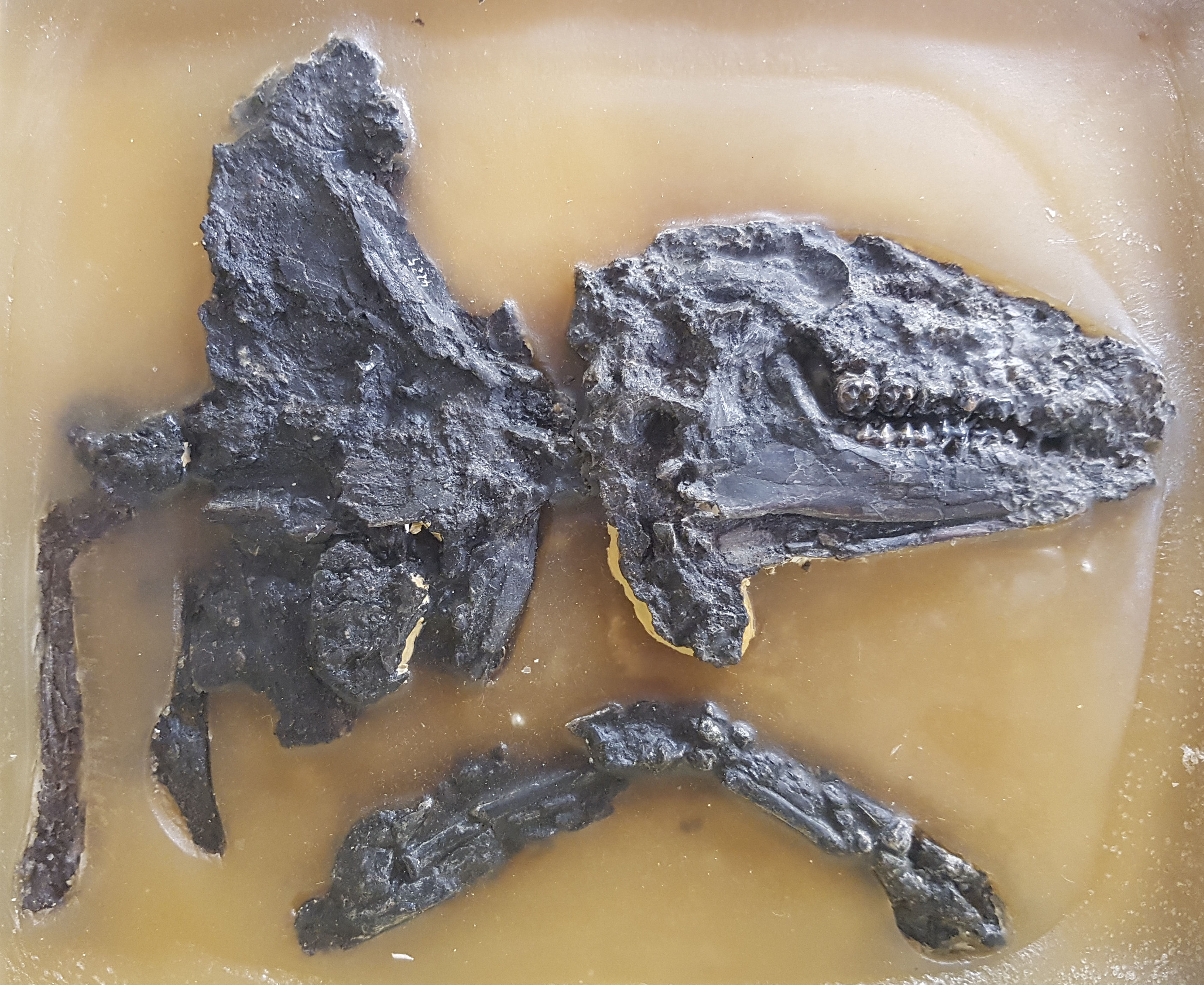
Schädel und Teile des Körperskeletts von Amphirhagatherium aus dem Geiseltal

Funde von Amphirhagatherium stammen vor allem aus dem nordalpinen Europa des Mittleren Eozän bis Unteren Oligozän (etwa vor 48 bis 34 Millionen Jahren). Eine der bedeutendsten Fundlagerstätten ist das Geiseltal südwestlich von Halle (Sachsen-Anhalt). Hier stellt die Gattung die häufigsten Paarhufer und ist mit mindestens sieben nahezu vollständigen Skeletten und zahlreichen isolierten Einzelfunden oder artikulierten Skelettelementen sowie einzelnen fossilisierten Weichteilen nachgewiesen, die alle aus den mittleren Braunkohleflözen zu Tage traten und dem Mittleren Eozän zuzuordnen sind. Weitere wichtige Funde in Deutschland liegen mit dem Erstbeleg der Gattung aus Frohnstetten (Baden-Württemberg) vor und datieren in die Übergangszeit vom Eozän zum Oligozän. In England ist Amphirhagatherium unter anderem aus späteozänen Ablagerungen der Headon-Hill-Formation mit mehreren Kieferfragmenten nachgewiesen, weiterhin sind Funde aus Frankreich (Grisolles und Quercy) und aus Schweiz (Mormont) bekannt. Die Gattung starb vermutlich im Zusammenhang mit dem Grande-Coupure-Ereignis aus.

## Paläobiologie
Vor allem die hervorragend erhaltenen Funde aus dem Geiseltal ermöglichen eine umfassende Rekonstruktion der Paläobiologie. Ursprünglich wurde ein schweineartiges Tier rekonstruiert, neuere Untersuchungen zeigen aber, dass die Tiere wesentlich graziler waren und im Habitus eher den heutigen Spießhirschen ähnelten, allerdings war die Wirbelsäule im Stand deutlich konvexer gebogen. Auch wurde der kurze Hals und der Kopf wesentlich horizontaler gehalten. Überlieferte Haarreste aus der Kohle verweisen auf ein sehr kurzhaariges Fell, wobei die Wollhaare knapp 4 mm lang wurden und damit zu den kürzesten unter den Paarhufern gehören. Ein Geweih oder ein Gehörn war nicht ausgebildet, möglicherweise begann die Entwicklung derartiger Kopfwaffen erst später und gingen mit dem Aufkommen offenerer Landschaften im Miozän einher. Weitere geschlechtsspezifische Merkmale, wie vergrößerte Eckzähne, gab es ebenfalls nicht. Eventuell waren die Geschlechter nur anhand der Größe zu unterscheiden.
Die Beine setzten deutlich gewinkelt unter dem Körper an, der gesamte Bau des Bewegungsapparates lässt auf agile Tiere schließen, die sowohl langsame als auch schnellere Bewegungen beherrschten. Da die Mittelfußknochen keine Verlängerungen aufwiesen, waren sie allerdings keine ausdauernden Läufer. Die Oberschenkelknochen zeigen kräftige Muskelprofile für eine gut entwickelte Muskulatur, was einen schnellen Sprint ermöglichte. Das Ein- und Ausdrehen der Vordergliedmaßen war aber weniger gut möglich, worauf die vollständige Trennung von Elle und Speiche am Unterarm hindeutet. Vermutlich lebten die Tiere in dichten Wäldern als Buschschlüpfer, die schnell im dichten Unterholz verschwanden, konnten gelegentlich aber auch offenere Bereiche aufsuchen. Die beiden äußeren verkleinerten Zehen berührten im Stand oder beim Aufsetzen ebenfalls den Boden und bildeten dadurch eine größere Aufstellfläche, was für Tiere von Vorteil ist, die in Landschaften mit weicherem Untergrund leben, wie Sumpfgebiete oder Sandböden. Anhand der Florenfunde aus dem Geiseltal ist ein kraut- und lichtreicher Palmen-Kiefer-Wald mit drei oder vier Wuchsebenen nachgewiesen, der von feuchten Biotopen durchsetzt war.
Die weite Ausdehnung des Nasenraumes und der Bau des Nasenbeins am Schädel sprechen für einen gut ausgeprägten Geruchssinn bei Amphirhagatherium. Die Augenhöhlen sind normalgroß ausgebildet und sitzen seitlich am Kopf. Dies weist auf ein tag- bis dämmerungsaktives Tier hin. Auch zeigt die Gehörregion eine gute Entwicklung auf, allerdings fehlen einige Elemente, die Tiere mit besonders hohen Hörleistungen aufweisen. Wahrscheinlich nutzte Amphirhagatherium zur Fernorientierung eher den Sehsinn, während das Gehör eher im Nahbereich eingesetzt wurde.
Aufgrund der buno- bis bunoselenodonten Backenzähne mit niedrigen Zahnkronen kann von einer Spezialisierung auf weiche Pflanzennahrung geschlossen werden. Als Hauptnahrung dürften Früchte und Blätter in Betracht kommen, die vom Boden gefressen wurden. Früchte überwogen dabei, jedoch entwickelten spätere Vertreter von Amphirhagatherium deutlich selenodontere Zähne, wobei unklar ist, ob dies mit einem vermehrten Verzehr von Blättern oder einer stärkeren Saisonalisierung des Klimas verbunden ist. Tierisches Protein, welches beim Durchstöbern des Oberbodens aufgenommen wurde, kann auch eine untergeordnete Rolle gespielt haben. Da die Ansatzfläche am Kiefer für den Kaumuskel deutlich verbreitert war, ist von einer höheren Kaukraft auszugehen, so dass auch härtere Pflanzenteile aufgenommen werden konnten. Mageninhalte aus der Fundstätte Geiseltal konnten aus präparatorischen Gründen nicht untersucht werden. Analysen an solchen aus der Grube Messel (Hessen), die zur nah verwandten Gattung Masillabune gehören, enthielten einen hohen Anteil an Lorbeergewächsen. Anhand makroskopischer Abrasionsspuren in Form von markanten Schleifflächen an den erhöhten Zahnschmelzhöckern der Backenzähne von Amphirhagatherium zeigt sich, dass die Tiere ihre Nahrung durch charakteristische mahlende Kaubewegungen zerkleinerten.

## Systematik
Amphirhagatherium ist eine Gattung, die häufig der ausgestorbenen und recht umfangreichen Familie der Choeropotamidae zugesprochen wird. Diese war im Eozän in Europa und Kleinasien verbreitet. Die Vertreter der Choeropotamidae zeichnen sich durch bunodonte bis bunoselenodonte Molaren, eckzahnähnliche vordere Prämolaren und ein Diastema zwischen dem ersten und zweiten Vormahlzahn aus. Unter anderem aufgrund ihres charakteristischen Kaumusters der Mahlzähne wurden die Choeropotamidae ursprünglich in ein näheres Verwandtschaftsverhältnis einerseits zu den Flusspferden (Hippopotamidae) einschließlich der Anthracotheriidae als deren potenzielle Vorläufer, andererseits zu den Schweineartigen (Suina) gestellt. Die meisten Wissenschaftler fassen sie heute als einen Teil einer Gruppe früher Paarhufer auf, die im Paläogen im westlichen Eurasien endemisch verbreitet war und deren genaueren Beziehungen unklar sind. Phylogenetischen Analysen aus dem Jahr 2001 zufolge ist Amphirhagatherium innerhalb der Choeropotamidae wohl mit Rhagatherium und Hallebune enger verbunden.

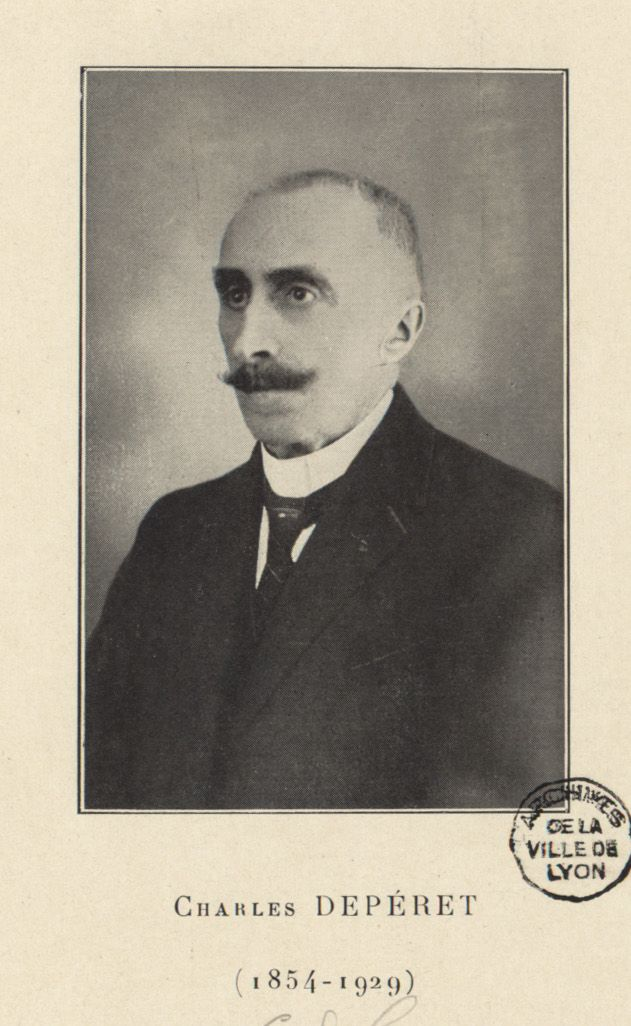
Charles Depéret

Die wissenschaftlich ersten bekannten Funde von Amphirhagatherium wurden in der Mitte des 19. Jahrhunderts von Oscar Fraas vorgestellt und kamen aus den Spaltenfüllungen von Frohnstetten in Baden-Württemberg zu Tage. Es handelte sich um einzelne Kieferbruchstücke, die Fraas im Jahr 1852 der Gattung Anoplotherium zuwies, wobei er die Gattungsbezeichnung als Variante von Dichobune betrachtete. Sowohl Anoplotherium als auch Dichobune stellen frühe Paarhufer dar, die aus heutiger Sicht keine engere Beziehung zu Amphirhagatherium besitzen. Gut 22 Jahre nach Fraas ordnete Wladimir Onufrijewitsch Kowalewski in einer umfassenden Gesamtbetrachtung der Huftiere diese Funde der Gattung Rhagatherium zu und damit in das heutige akzeptierte verwandtschaftliche Umfeld der Choeropotamidae. Gleichzeitig kreierte er mit R. fronstettense die erste gültige Artbezeichnung für einen Vertreter von Amphirhagatherium. Kowalewski gab aber selber an, dass er mit dem Verweis zu Rhagatherium eher unzufrieden war, aufgrund des geringen Fundmaterials aber von einer neuen Gattungsbezeichnung absah. Diesen Schritt vollzog dann Charles Depéret im Jahr 1908, indem er die Gattung Amphirhagatherium wissenschaftlich erstbeschrieb und Fraas' Art R. fronstettense dorthin überführte. Demnach stellt A. fronstettense die Typusart dar, gleichzeitig ist sie auch der stammesgeschichtlich jüngste Vertreter. Als Belegmaterial gilt ein linker Unterkiefer mit der erhaltenen Zahnreihe vom letzten Prämolar bis zum letzten Molar (Exemplarnummer SMNS 44059).
Nachfolgend wurden weitere Arten eingeführt und Amphirhagatherium zugesprochen, wodurch sich die Gattung heute folgendermaßen zusammensetzt:
- A. edwardsi Hooker & Thomas, 2001
- A. fronstettense (Kovalevski, 1874)
- A. louisi (Sudre, 1978)
- A. neumarkensis (Erfurt & Haubold, 1989)
- A. ruetimeyeri (Pavlov, 1900)
- A. weigelti (Heller, 1934)

A. ruetimeyeri, zuerst zu Anthracotherium gestellt, ist nur von einigen wenigen Zähnen und einem Oberkieferfragment aus Montmartre überliefert und gilt als unsicher, möglicherweise besteht eine Übereinstimmung mit A. fronstettense. Dagegen gehörten A. louisi, A. neumarkensis und A. weigelti ursprünglich der Gattung Anthracobunodon an, sie wurden jedoch aufgrund des paraphyletischen Ursprungs dieses Taxons ausgegliedert und Amphirhagatherium zugeordnet.
Forschungsgeschichtlich wurde Amphirhagatherium als nahe verwandt mit Rhagatherium und Haplobunodon eingestuft, was auch Florian Heller im Jahr 1934 bei der wissenschaftlichen Benennung von Anthracobunodon so sah. Hans Georg Stehlin ordnete Rhagatherium und Haplobunodon im Jahr 1908 der Familie der Anthracotheriidae zu. Allerdings bezweifelte Guy E. Pilgrim im Jahr 1941 diese verwandtschaftliche Beziehung. Jean Sudre etablierte daraufhin gut 37 Jahre später die Familie der Haplobunodontidae, ein Konzept, dem zahlreiche Autoren nachfolgend zustimmten. Im Jahr 1988 vereinten Alan W. Gentry und Jerry J. Hooker die Haplobunodontidae jedoch mit den Choeropotamidae, was später mit einzelnen Fehlinterpretationen Sudres bezüglich des Verhältnisses des ersten Prämolaren zum Eckzahn begründet wurde, wozu einige Wissenschaftler auch weitere Analysen anmahnen. In einer phylogenetischen Studie aus dem Jahr 2020 wurde daher wieder die Abspaltung der Haplobunodontidae von den Choeropotamidae postuliert, allerdings mit einem abweichenden Konzept. Demzufolge sollten Amphirhagatherium und Hallebune innerhalb letzterer verbleiben, während Haplobunodon ersteren zugeordnet wurde.